# Ixora magnifica
Ixora magnifica är en måreväxtart som beskrevs av Adolph Daniel Edward Elmer. Ixora magnifica ingår i släktet Ixora och familjen måreväxter. Inga underarter finns listade i Catalogue of Life.